# Anders Heinrichsen
Anders Heinrichsen (* 17. Februar 1980 in Nivå) ist ein dänischer Schauspieler.

## Leben
Heinrichsen wurde in Nivå geboren. Seine Mutter stammt aus Aarhus. Er studierte Schauspiel an der nationalen dänischen Schauspielschule Den Danske Scenekunstskole in Aarhus und machte dort 2008 seinen Abschluss. Bis 2009 arbeitete er weiter am Aarhus Theater in verschiedenen Stücken wie in Philip Pullmans Der Goldene Kompass oder Franz Kafkas Das Schloss.
Sein Filmdebüt gab er 2007 in der schwedischen Kriminalfilmreihe Irene Huss, Kripo Göteborg in dem Film Irene Huss, Kripo Göteborg – Der tätowierte Torso in der Rolle des Emil Bentzén. 2009 spielte er in dem Filmdrama Bruderschaft (Orig. Broderskab) von Nicolo Donato mit, der beim Rome Film Fest mit dem The Golden Marc'Aurelio Jury Award für den besten internationalen Film ausgezeichnet wurde. Zwischen seiner Film- und Fernsehkarriere ist er auch immer wieder auf der Bühne zu sehen. Wie 2010 im Aarhus Theater in Der Meister und Margarita von Michail Bulgakow und 2011 in Shakespeares Ein Sommernachtstraum am Holbaek Theater.
2016 spielte er in Follow the Money die Rolle des Jens Kristian und 2017 war er in Valerian – Die Stadt der tausend Planeten von Luc Besson als Polizist zu sehen. 2018 war er in der Thrillerserie Greyzone – No Way Out neben Birgitte Hjort Sørensen zu sehen. 2023 spielte er in der Fernsehserie Oxen einen dänischen Elitesoldaten.
Heinrichsen lebt in Kopenhagen und hat eine Tochter.

## Filmografie
- 2004: Fucking 14 (Kurzfilm)
- 2004: Rød mand stå (Kurzfilm)
- 2005: My Mother’s Love (Kurzfilm)
- 2007: Irene Huss, Kripo Göteborg: Der tätowierte Torso (Tatuerad Torso, Fernsehreihe)
- 2008: Dig og mig
- 2009: Bruderschaft (Broderskab)
- 2009: Malerhjerte (Kurzfilm)
- 2010: Kleine Morde unter Nachbarn (Lærkevej, Fernsehserie, 1 Folge)
- 2011: Dirch
- 2011: Tilstand (Kurzfilm)
- 2012: WhoMadeWho: Running Man/The Sun (Kurzfilm)
- 2012: Kærlige Kamilla (Kurzfilm)
- 2014: Bitter Pill (Kurzfilm)
- 2014: 1864 – Liebe und Verrat in Zeiten des Krieges (Fernsehserie, 4 Folgen)
- 2015: Guldkysten
- 2015: Badehotellet (Fernsehserie, 1 Folge)
- 2016: Sjit Happens (Fernsehserie, 1 Folge)
- 2016: Dicte (Fernsehserie, 2 Folgen)
- 2016: Fuglene over sundet
- 2016: Follow the Money (Fernsehserie, 9 Folgen)
- 2017: Robin
- 2017: Valerian – Die Stadt der tausend Planeten
- 2017: Monrad: I seernes tjeneste (Fernsehserie, 2 Folgen)
- 2018: Greyzone – No Way Out (Fernsehserie, 2 Folgen)
- 2018: Så længe jeg lever
- 2018: Advokaten (Fernsehserie, 2 Folgen)
- 2018: The Rain (Fernsehserie, 2 Folgen)
- 2018: The Team (Fernsehserie, 5 Folgen)
- 2018: Die Schwesternschule (Sygeplejeskolen, Fernsehserie, 1 Folge)
- 2018: Tosomhed (Kurzfilm)
- 2019: Kidnapping (DNA, Fernsehserie, 1 Folge)
- 2019: Blood Machines
- 2020: Die verfluchten Jahre (De forbandede år)
- 2020: Grow (Fernsehserie, 1 Folge)
- 2020: Breeder – Die Zucht
- 2021: Pagten
- 2021: Fixer (Fernsehserie, 2 Folgen)
- 2022: Chosen (Fernsehserie, 6 Folgen)
- 2022: Borgen – Gefährliche Seilschaften (Fernsehserie, 1 Folge)
- 2022: De forbandede år 2
- 2022: Ustyrlig
- 2023: Guldfeber (Fernsehserie, 6 Folgen)
- 2023: From Above (Kurzfilm)
- 2023: Klatring (Kurzfilm)
- 2023: Oxen (Fernsehserie, 4 Folgen)

## Theater
- 2008: Lulu (Aarhus Theater)
- 2009: Det Gyldne Kompas (Aarhus Theater)
- 2009: Slottet (Aarhus Theater)
- 2009: Zonen (CaféTeatret)
- 2010: Mesteren og Margarita (Aarhus Theater)
- 2010: Dr. Caligaris Kabinet (Det Kongelige Teater)
- 2011: En Skærsommernatsdrøm (Holbæk Theater)
- 2011: Svindedrengen (Holbæk Theater)
- 2012: En Skærsommernatsdrøm (Det Kongelige Teater)
- 2013: Ikke Et Ord Om Robert Redford (Vendsyssel Theater)
- 2014: Den Stundesløse (Folketeatret)